# Votuporanga
Votuporanga – miasto i gmina w Brazylii, w stanie São Paulo. Znajduje się w mezoregionie São José do Rio Preto i mikroregionie Votuporanga.
W mieście ma siedzibę klub piłkarski CA Votuporanguense.